# Luís Filipe Borges
Luís Filipe Silva Borges (Angra do Heroísmo, 5 de agosto de 1977) é um apresentador e guionista de televisão português.
Luís Filipe Borges apresentou o programa de stand-up comedy Sempre em Pé na RTP2. Antes, foi o anfitrião das quatro séries do talk-show A Revolta dos Pastéis de Nata, de grande êxito do mesmo canal. Participou ainda em O Homem que Mordeu o Cão (TVI), Feitos ao Bife (RTP1), e co-apresentou com o Prof. Fernando Casqueira Conta-me História (RTP1).

## Biografia
Luís Filipe Borges é natural de Angra do Heroísmo, ilha Terceira, Açores (1977). Licenciou-se pela Faculdade de Direito de Lisboa (FDL, 95/2000), com um louvor do Conselho Directivo, um 1º prémio por equipas no Moot Court/99 e um artigo publicado na Revista Jurídica.
É conhecido por andar sempre com uma boina (daí ter alcunha de 'Boinas') desde os tempos da faculdade. Afirma que a usava "para marcar a diferença num cenário cinzento e conservador". Já trabalhou nas mais diversas áreas desde actor a co-autor em Teatro, TV e Cinema. Em televisão é guionista, apresentador e até actor.
Apresenta actualmente o 5 Para a Meia-Noite e foi co-apresentador do programa de rádio 5 Para o Meio-Dia, em conjunto com os outros apresentadores do 5 Para a Meia-Noite, tal como aconteceu no predecessor deste programa, o Fora do 5. Participa também em diversos projectos humorísticos, esteve ligado à empresa Produções Fictícias, colabora com a imprensa e tem livros publicados em vários géneros. Colabora/ou com o RCP, a revista Maxmen, o jornal A Bola e o semanário SOL.

## Trabalhos

### Televisão

#### Jornalista
- Fenómeno, como jornalista (2001)

#### Apresentador
- A Revolta dos Pastéis de Nata (2005-2006)
- Sempre em Pé (2007)
- 5 Para a Meia-Noite (2009-2015)
- Conta-me História (2013)

#### Guionista
- Zapping (2000)
- Serviço Público (2002)
- Manobras de Diversão (2005)
- Liberdade 21 (2008)
- Conta-me como Foi (2009)
- Não me Sai da Cabeça (2012)
- Grandes Livros (2010)
- 5 Para a Meia-Noite (2016-2017)

### Rádio

#### Co-apresentador
- 5 Para a Uma (2010)
- 5 Para o Meio-Dia (2010)
- Fora do 5 (2014-2015)
- Homens de uma Certa Idade (2025)

### Teatro
- Orfeu nos Infernos como actor, ópera, Teatro de S. Carlos (1998)
- Manobras de Diversão como co-autor em 5 espectáculos
- Stand-Up Tragedy como co-autor conjuntamente com Nuno Costa Santos (este monólogo valeu aos Autores uma bolsa para Nova Dramaturgia da Fundação Calouste Gulbenkian) em 2003[2]
- Caveman como ator, Teatro Armando Cortês (2011)

### Cinema
- A Morte do Artista, onde foi actor e co-autor (2007)
- Arte de Roubar, participação especial num filme de Leonel Vieira (2008)
- Second Life, como actor, fez de polícia neste filme da Utopia Filmes (2009)
- Ruas Rivais, como ator (2014)

### Escritor
- Mudaremos o Mundo Depois das 3 da Manhã (2003) - Poesia[2]
- Sou Português, e Agora? (2006)[2]
- O Playboy que Chora nas Canções de Amor (2007)[2]
- A Vida É só Fumaça (2010)[2]